# Francina Broese Gunningh
Francina Broese Gunningh, även Frans Gunningh Sloet, född 1792, död efter 1814, var en nederländsk militär och bedragare.  

## Biografi

### Bakgrund och gripande
Gunningh Sloet var född i Kampen, som utomäktenskaplig dotter till Antje Broese.
Under en resa tillbaka från Paris till Nederländerna, som tjänsteflicka till en fransyska, hade hon fått rådet att klä sig till man. Detta var en vanlig och accepterad försiktighetsåtgärd för kvinnliga resenärer under denna tid. Under resan blev hon dock arresterad av den franska militärpolisen som misstänkt desertör, sedan hon inte kunnat visa upp identifikationshandlingar.

### Tjänstgöring i tre arméer
Hon tvingades därefter ta tjänst i den franska armén men deserterade och tog i stället tjänst i den preussiska. Sedan hon skadats i bröstet upptäcktes hennes kön, vilket ledde till hennes avskedande.
Hon återvände till Nederländerna, där hon 1813 arresterades för stöld och satt fängslad i tre månader i Zwolle. Utan att hennes kön avslöjats, tog hon sedan tjänst i den nederländska armén. Hon tjänstgjorde under strid vid belägringen av Kampen, Coevorden och Deventer.

### Förlovning, fängelse
1814 förlovade hon sig med Alida Landeel under namnet Frans Gunningh Sloet och den adliga titeln "Herre av Amerongen". Den adliga titeln ledde till att hon arresterades för bedrägeri, sedan hon inte kunde uppvisa papper på sin identitet.
Hon rymde ur fängelset, och efterlystes då som man. Hennes kön upptäcktes inte förrän hon tvingats underkasta sig en läkarundersökning. Hon dömdes då till tre års fängelse för bedrägeri.